# Azalea (település)
Azalea (korábban Starveout majd Booth) az Amerikai Egyesült Államok északnyugati részén, Oregon állam Douglas megyéjében elhelyezkedő önkormányzat nélküli település.
Nevét az azálea növényfajról kapta. A posta 1899 és 1909 között működött.

## Nevezetes személy
- Thomas Gibson, 1991-ben eltűnt gyermek[3]
- Tom Pappas, sportoló[4]

## Fordítás
- Ez a szócikk részben vagy egészben  az   Azalea, Oregon című angol Wikipédia-szócikk ezen változatának fordításán alapul.  Az eredeti cikk szerkesztőit annak laptörténete sorolja fel. Ez a jelzés csupán a megfogalmazás eredetét és a szerzői jogokat jelzi, nem szolgál a cikkben szereplő információk forrásmegjelöléseként.